# Cattell-Hornova teorija inteligentnosti
Živo bitje podeduje biološko zmogljivost obdelovanja informacij, čisto, od izkušenj neodvisno fluidno inteligentnost. Vendar se misleče bitje pri obdelavi informacij kmalu nauči uporabljati določena pomagala, sprva zelo enostavna, kasneje pa zelo pretanjene sisteme kodiranja informacij in programov za obdelovanje informacij. Človek si te izkušnje pridobiva s procesom izobraževanja. To vrsto inteligentnosti avtorja imenujeta kristalizirana inteligentnost. Fluidna inteligentnost, ki jo v določenem trenutku življenja človek ima, se nenehno investira v izgrajevanje kristalizirane inteligentnosti. Seveda je ta proces intenzivnejši v otroštvu, vendar je tudi kasneje še močno prisoten in pomemben. 

## RAZVOJ
Obe vrsti inteligentnosti se naglo razvijata od rojstva do obdobja odraslosti, vendar fluidna inteligentnost kot posledica biološkega zorenja centralnega živčnega sistema, kristalizirana inteligentnost pa kot posledica zgoraj opisanih investicijskih učinkov fluidne inteligentnosti in socialnega okolja na šolanje človeka. Fluidna inteligentnost naj bi dosegla svoj višek že okrog 16. leta, po 30. letu začne počasi, nato pa vse bolj strmo upadati. Kristalizirana inteligentnost svoj razvoj konča nekoliko kasneje, s starostjo tudi ne upada oziroma v nekaterih primarnih mentalnih sposobnostih celo raste do pozne starosti. 

## MERJENJE
Fluidno inteligentnost najbolj merijo testi, ki so neodvisni od kulture, kot so odkrivanje odnosov na materialu, ki je za človeka popolnoma nov (Progresivne matrice, klasifikacija likov …) ali na splošno poznanem verbalne gradivu (analogije); testi indukcije (serije številk, črk, tonov …); delno tudi testi obsega neposrednega pomnjenja; preizkušanje delovnega spomina, v katerih mora oseba opravljati enostavne manipulacije gradiva, ki ga hrani v kratkoročnem spominu (menjavanje vrstnega reda elementov, štetje, kolikokrat se neki element v daljši seriji pojavlja …). 
Kristalizirano inteligentnost najbolje merijo testi naslednjih primarnih mentalnih sposobnosti: verbalno razumevanje, numerična sposobnost, formalno logično rezoniranje, razumevanje mehanskih odnosov, izkustvena presoja … To so testi, v katerih sicer ne gre za enostavno reprodukcijo znanja, ampak za probleme, ki so človeku popolnoma novi, ki pa jih uspešno lahko rešuje le, če je »opremljen« z določenimi pomagali in programi za obdelavo informacij, ki jih večina ljudi pridobi v procesu institucionaliziranega kultiviranja, v glavnem v šoli. 

### LITERATURA
<references>
Pogačnik, V. (1995). Pojmovanje inteligentnosti. Radovljica: Didakta.
1. 1 2 3 4  Pogačnik, V. (1995). Pojmovanje inteligentnosti. Radovljica: Didakta.